# Bundesministerium für Wissenschaft und Verkehr
Das Bundesministerium für Wissenschaft und Verkehr (kurz BMWV), bis 1997 Bundesministerium für Wissenschaft, Verkehr und Kunst (BMWVK) war von 1996 bis 2000 die österreichische Verwaltungseinrichtung des Bundes für Angelegenheiten der wissenschaftlichen Forschung und akademische Ausbildung, anfangs auch die Museen und den Denkmalschutz, sowie das Verkehrswesen.
Das Ministerium wurde 1996 in der Regierung Vranitzky V aus Bundesministerium für Wissenschaft, Forschung und Kunst (BMWFK) und Bundesministerium für öffentliche Wirtschaft und Verkehr (BMÖWV) geschaffen.

2000, mit Antritt der Regierung Schüssel I wurde es in Bundesministerium für Bildung, Wissenschaft und Kultur (BMBWK) und Bundesministerium für Verkehr, Innovation und Technologie (BMVIT) umstrukturiert.
Mit diesem Ministerium wurde die noch aus der Kaiserzeit stammende traditionell enge Verknüpfung von Verkehrsministerium und Ministerium für öffentliche Wirtschaft (bzw. diverse Verstaatlichtenministerien) endgültig beendet.

## Bundesminister
In der Zeit des Bestehens dieses Ministeriums waren Bundesminister:
- Rudolf Scholten (SPÖ): War schon seit 1994 (Regierung Vranitzky III) für Wissenschaft, Forschung und Kunst zuständig. Mit Antritt des Kabinetts Vranitzky V wurde er 12. März 1996 auch Bundesminister für öffentliche Wirtschaft und Verkehr und führte ab 1. Mai 1996 den Amtstitel Bundesminister für Wissenschaft, Verkehr und Kunst[1][2]
- Caspar Einem (SPÖ): Der Minister der Regierung Klima ab 28. Jänner 1997 (vorher Innenminister), ab 15. Februar Bundesminister für Wissenschaft und Verkehr[2]
- Michael Schmid (FPÖ): Übernahm nach dem Antritt der Regierung Schüssel I  per 4. Februar 2000[2]

Nach zwei Monaten der konservativen Regierung, mit 1. April 2000, wurde das Ministerium aufgelöst, und Elisabeth Gehrer – schon seit 1995 Unterrichtsminister – übernahm die Wissenschaftsagenden, Schmid führte das neugeschaffene Infrastrukturministerium für Verkehr mit Innovation und Technologie.

## Kompetenzen und Maßnahmen
Im Zuge der Privatisierungsmaßnahmen der 1990er wurde ein eigenes Ministerium für öffentliche Arbeiten hinfällig, das Gesamtministerium für alle wirtschaftlichen Angelegenheiten übernahm die Agenden der öffentlichen Hand als Bauträger, und die verbleibende Verkehrspolitik wurde mit der Wissenschaftspolitik zusammengeführt. Die Agenden der Kunst wurden schon im Jahr darauf von Klima direkt dem Bundeskanzleramt unterstellt.
In die Zeit des Ministeriums fallen insbesondere die nach dem EU-Beitritt Österreichs mit 1. Jänner 1995 und dem Beitritt zum Schengen-Abkommen per 28. April 1995 anfallende Integration der gemeinsamen Verkehrspolitik, etwa die Weiterführung der Transit-Ökopunktesystems,
weiters auch Pilotprojekte zur Mehrphasenfahrausbildung zum Führerschein.
Wissenschaftspolitisch war die Umsetzung des Bologna-Prozesses Hauptagenda (Caspar Einem unterzeichnete die Bologna-Erklärung vom 19. Juni 1999 für Österreich), erste Maßnahmen waren etwa die Novelle 1999 zum Universitäts-Studiengesetz.

## Historische Entwicklung
| Zeitraum  | Verkehrsministerium | Wissenschaftsministerium |
| --------- | --- | --- |
| 1896      | K.k. Eisenbahnministerium | |
| 1918      | Staatsamt für Verkehrswesen | |
| 1920      | Bundesministerium für Verkehrswesen | |
| 1923–1938 | Bundesministerium für Handel und Verkehr Handelsangelegenheiten aus dem Bundesministerium für Handel und Gewerbe, Industrie und Bauten                                                                          | |
| 1945      | Staatsamt für Industrie, Gewerbe, Handel und Verkehr | |
| 1945–1949 | Bundesministerium für Verkehr Wirtschaftliches als Bundesministerium für Handel und Wiederaufbau | |
| 1949–1956 | Bundesministerium für Verkehr und verstaatlichte Betriebe Öffentliche Wirtschaft vom Bundesministerium für Handel und Wiederaufbau                                                                              | |
| 1956–1966 | Bundesministerium für Verkehr und Elektrizitätswirtschaft Öffentliche Wirtschaft und Energieversorgung mit Bundesministerium für Handel und Wiederaufbau getauscht                                              | |
| 1966–1970 | Bundesministerium für Verkehr und verstaatlichte Unternehmungen Öffentliche Wirtschaft aus dem Bundesministerium für Handel und Wiederaufbau, Energieversorgung in das Bundesministerium für Bauten und Technik | |
| 1970–1984 | Bundesministerium für Verkehr Öffentliche Wirtschaft an das Bundesministerium für Bauten und Technik | Bundesministerium für Wissenschaft und Forschung neu begründet                                                                                   |
| 1985–1987 | Bundesministerium für öffentliche Wirtschaft und Verkehr Öffentliche Wirtschaft vom Bundesministerium für Bauten und Technik                                                                                    | Bundesministerium für Wissenschaft und Forschung neu begründet                                                                                   |
| 1995–1996 | Bundesministerium für öffentliche Wirtschaft und Verkehr Öffentliche Wirtschaft vom Bundesministerium für Bauten und Technik                                                                                    | Bundesministerium für Wissenschaft, Forschung und Kunst Kunstangelegenheiten vom Bundesministerium für Unterricht und kulturelle Angelegenheiten |
| 1996–1997 | Bundesministerium für Wissenschaft, Verkehr und Kunst Öffentliche Wirtschaft an das Bundesministerium für wirtschaftliche Angelegenheiten                                                                       | Bundesministerium für Wissenschaft, Verkehr und Kunst Öffentliche Wirtschaft an das Bundesministerium für wirtschaftliche Angelegenheiten        |
| 1997–2000 | Bundesministerium für Wissenschaft und Verkehr Kunstangelegenheiten an das Bundeskanzleramt | Bundesministerium für Wissenschaft und Verkehr Kunstangelegenheiten an das Bundeskanzleramt                                                      |
| ab 2000   | Bundesministerium für Verkehr, Innovation und Technologie | Bundesministerium für Bildung, Wissenschaft und Kultur                                                                                           |

## Spätere Wahrnehmung der Zuständigkeiten
Wissenschaftsministerin der Ära Schüssel war Elisabeth Gehrer als Bundesministerin für Bildung, Wissenschaft und Kultur. 2007 wurde das Bundesministerium für Wissenschaft und Forschung mit der sozialistischen Regierung Gusenbauer wieder als reines Wissenschafts- und Hochschulministerium – in der Form wie es Anfang 1970 von Bruno Kreisky konzipiert worden war – eingerichtet. Heute ist das Bundesministerium für Bildung, Wissenschaft und Forschung für diese Agenden zuständig.

Die Verkehrsagenden kamen 2000 an das Bundesministerium für Verkehr, Innovation und Technologie, ein Infrastrukturministerium modernen Gepräges, das heute Bundesministerium für Klimaschutz, Umwelt, Energie, Mobilität, Innovation und Technologie heißt.

Die Sektion Kunst kam schon 1997 direkt an das Bundeskanzleramt am Ballhausplatz, (Bundesmuseen 1998, Novellierung Denkmalschutzgesetz 2000) und war ab 2007 wieder am Unterrichtsministerium, dem Bundesministerium für Unterricht, Kunst und Kultur. Heute ist für Kunstfragen das Bundesministerium für Kunst, Kultur, öffentlichen Dienst und Sport zuständig.